# Арменци в България
По данни от преброяването на Националния статистически институт на България от 2011 г., в България живеят 5615 души с майчин език арменски.

## История
За първите преселници от Армения в българските земи се споменава през 5 век. Второто преселение е през VII – IX век в Тракия. Следва третото – в периода 1606 – 1610 г. За първите арменци, заселили се в селището Бургас, се споменава през 1549 г. В пътеписите на дипломати и духовници, обиколили Черноморското крайбрежие, се описва дървен арменски параклис „Сурп Степанос“ още през 1673 г. На неговото място през 1748 г. арменците издигат дървена църква.
През 1894 – 1896 г., близо 22 000 арменци намират спасение в България по време на депортацията си от Османската империя.
Първото арменско училище в Бургас е открито през 1861 година. В Бургас арменците са предимно търговци, златари, градинари, строители и др. В строежа на бургаското пристанище (1900 – 1903) взимат участие около 400 арменци. Участват и като доброволци във войните за Освобождението на България.
На 9 септември 1982 г. Тайната армия за освобождение на Армения (АСАЛА) извършва атентат в Бургас срещу Бора Сюелкан, турски генерален консул в града, като убива неговото административно аташе.

### Заселвания
Арменци са се заселвали по-масово на Балканския полуостров от 5 век. От 8 век до 10 век византийските императори заселват в Тракия, Родопите и Македония няколкостотин хиляди арменци – павликяни и тондракити. Арменците – халкидонити по вероизповедание основават Бачковския манастир. Споменатите арменци, както и арменците от апостолическата църква в България от далечното минало – са се деарменизирали. Жената на цар Петър I – Мария (Ирина) Лакапина е внучка на византийския император от арменски произход Роман I Лакапин и майка на цар Борис II и цар Роман. Тя довежда със себе си в Преслав голяма свита от приближени, част от които арменци. Синът на цар Симеон I – Иван е женен също за арменка. Арменка е и майката на цар Самуил – Рипсимия.
През периода на османските завоевания (1363 – 1693 г.), последователни вълни от арменци преселници от Армения, Крим, Полско-литовската държава (Жечпосполита) и Мала Азия достигат до територията на днешна България.
При турския султан Абдул Хамид II са извършени масови убийства и депортации на арменци след въстанието в 1894 – 1896 г. Тогава 20 000 арменци бягат в България. През Балканската война (1912 – 1913 г.), числото на арменците в България достига 35 000 и продължава да расте. След Арменския геноцид в Турция, при който над 1,5 милиона арменци са убити от турците в 1915 г. и до 1922 г. в управлението на Александър Стамболийски още 22 000 арменци се заселват в България. В годините много от българските арменци се разселват по света, но и много остават в България. 
След Втората световна война около 5000 души са изселени в СССР, след кампания за организирано изселване в Съветска Армения. Част от тези емигранти се връщат впоследствие. Кампанията  е резултат от съветско решение за връщането на арменците от чужбина. Изселването е контролирано и подпомагано активно от различни държавни органи в България.
През 60-те години няколко хиляди български арменци успяват да емигрират от НРБ въпреки твърде строгите ограничения на режима за всякакви пътувания извън страната и се заселват основно в Съединените щати. Тази емигрантска вълна остава слабо позната, тъй като режимът покрива с цензура това излизане отвъд Желязната завеса. Изселването в периода между 1962 и 1969 г. е аномалия на фона на тогавашните реалности на повсеместно ограничаване на пътувания зад граница. Процесът преминава през различни фази, като в определени моменти властите допускат емиграцията, макар и с неохота, а желаещите да емигрират са ограничавани с различни бюрократични процедури. На два пъти изселването е забранявано, като окончателно заминаванията са прекратени през 1969 г. както заради заплахата от масово изселване на арменците от България, наброяващи по това време около 22 000 души, така и поради риска от негативен пропаганден ефект в страната и чужбина. 

### Следи на Балканите
Арменските преселници от периода на Средновековието, макар и да са се деарменизирали, са оставили следи в топонимията на българското землище:
- Арменица – неотъждествена днес местност в Рила, предадена на Рилския манастир с Рилската грамота на цар Иван Шишман;
- местността Арменци (Ерменлии) до село Бачково;
- река Ермянка или Ерменска, пресичаща село Паталеница, Пазарджишко;
- река Ерменлийска, Никополско;
- Армянска поляна до село Видраре;
- местности: Ерменковото, Ерменски дол (2 топонима) и Ерменско кладенче, Врачанско;
- местности: Ерменкова орница и Ерменски дол, Монтанско;
- местността Ерменлии до село Царимир, Пловдивско;
- пещера Ермен дупка, село Голема Раковица, община Елин Пелин, Софийска област, Смолски район, Средногорско-тракийска област, идентификация БФСп 4921, номер и район на пещерата 304017;
- село Мергеле (1576 г.), Пловдивско;
- местност Ерменлицкото, Златоградско;
- село Ерменлий (Стожер), Добричко;
- село Ерменлуй (днес Драгаш войвода), Плевенско;
- село Ерменлий (с. Богомил от 1934 г., престанало да съществува през 1937/1938 г. с изселването на жителите му в Турция), Варненско;
- село Армените, Габровско;
- местности: Арменските лозя, Армянков трап и Армянова зимница, Габровско;
- село Армянковци, Габровско;
  - село Торос (от арменското „Торос“, означаващо „Божи дар“), Луковитско (селото има и алтернативна славянска етимология[7]);
- село Арзан, Пернишко;
- село Зангочево (прозвищно име на днешните Сарая и Гелеменово);
- село Армелино (XVI в.) и местност Арменица (1378 г.), Дупнишко;
- село Ерменикьой, днес Елмалъ, Одринско, Турция;
- село Ерменикьой, днес Ихсание, Цариградско, Турция;
- село Долно Арменско (Арменско, днес Алонас) и Горно Арменци (1481 г.), Леринско, Гърция;
- село Арменово, днес Арменохори, Леринско, Гърция;
- град Арменополис, днес Герла (Gherla) (на латински: Armenopolis; на унгарски: Szamosújvár или Ormenyvaros, на арменски: Հայաքաղաք Hayakaghak; на немски: Neuschloss или Armenierstadt – „градът на арменците“) е град в областта Клуж, Румъния;
- село Прошевци (Пършовце), Тетовско;
- село Прочованци и село Турниковци (1570 г.), Вранско;
- село Норча, Прешевско;
- село Норово, махала Торник (1528/9 г.), Крушевско;
- местност Норойца, Нореска река и местност Клачов дол, Охридско;
- махала Армен (1570 г.), Кочанско;
- махала Арменка в Прилеп (1467/8 г.) и село Таронин (1337 г.), Прилепско;
- село Прошко (XVI в.), Кумановско;
- село Торнево (1378 г.) и село Карбинци, Щипско;
- множество наименования с корена -джур-/-чур- и други.

За тези и други топоними подробно вижте П. Голийски и Е. Селян.

### Следи от духовната култура
Арменски ръкописи се съхраняват в много известни музеи в различни краища на света и в България, като съхраняваният в НБКМ в София, взет от Бачковския манастир е един от петте известни най-стари арменски ръкописи. Този ръкопис е четириевангелие от 966 г., написан върху тъмен и дебел пергамент. Съдържа 267 страници.

### Споделяне съдбата на българите
Арменските преселници на българска земя подпомагат българите по време на османското владичество, Руско-турска война и Балканската война. Началникът на гара Татар Пазарджик – Ованес Съваджъян, спасява от гибел населението на града по време на Руско-турската война.
Арменци като Еранос Ераносян, който помага за спасяването на Каварна, Кристапор Микаелян, Степан Зорян, подпоручик Бедрос Сиремджиян, Оник Торосян, Татул Зармарян от Малгара, Врамшапу Киндерян и др., участват в борбата на българите, останали в Македония, Беломорието и Одринска Тракия, водена от ВМОРО. В Балканската война арменците формират своя част в Македоно-одринското опълчение на Бълагрската армия и се сражават с турците, водени от командирите си български офицери Андраник Озанян и Карекин Нъждех. При Априлското въстание, арменецът Артин Гидиков, възрожденски търговец в Пловдив, спасява живота на 52-ма осъдени български революционери. Неговия внук полковник Бохос Бохосян е близък на полк. Борис Дрангов с който участват в подготовката на Илинденско-преображенското въстание. И двамата офицери, Бохосян и Дрангов, се бият за България в Балканската, в Междусъюзническата и в Първата световна война. Полк. Бохосян е убит начело на войските след завоя на р. Черна, на кота 1050 на 21.XI.1916 г.

### Трудова дейност
Арменците дават своя принос в развитието на българските занаяти и промишленост. След Освобождението те са часовникари, златари, бижутери, фотографи, шивачки, шапкарки, плетачки на дантели, тъкачки на персийски килими. Арменци основават първата килимарска фабрика в Панагюрище, предприятия за свилоточене в Асеновград и Хасково, модерна тютюнева промишленост и нови технологии в текстилната, кожарската, леярската и др. индустрии. Арменец и българин са основатели на първата тъкачна фабрика за коприна в Сливен. Арменците участват в българското земеделие предимно като градинари и лозари. Значение за страната имат и постъпленията на арменски капитали от чужбина, благодарение на които се откриват арменски банки в София и Пловдив. Определено значение за България имат и редица дейци на културата, като композитора Натан Амирханян с псевдоним Князев, който е диригент на Софийската опера, автор на операта „Иванко“, балета „Хаджи Димитър“ и др.

## Численост и дял

### Преброяване през 2001 г.
Численост и дял на арменците по области, според преброяването на населението през 2001 г.:
| Област         | Численост | Дял (в %) |
| Общо           | 10 832    | 0.13      |
| -------------- | --------- | --------- |
| Благоевград    | 32        | под 0.01  |
| Бургас         | 904       | 0.21      |
| Варна          | 2240      | 0.48      |
| Велико Търново | 35        | 0.01      |
| Видин          | 29        | 0.02      |
| Враца          | 23        | под 0.01  |
| Габрово        | 25        | 0.01      |
| Добрич         | 127       | 0.05      |
| Кърджали       | 41        | 0.02      |
| Кюстендил      | 11        | под 0.01  |
| Ловеч          | 12        | под 0.01  |
| Монтана        | 19        | 0.01      |
| Пазарджик      | 175       | 0.05      |
| Перник         | 14        | под 0.01  |
| Плевен         | 56        | 0.01      |
| Пловдив        | 3140      | 0.43      |
| Разград        | 19        | 0.01      |
| Русе           | 886       | 0.33      |
| Силистра       | 82        | 0.05      |
| Сливен         | 223       | 0.10      |
| Смолян         | 42        | 0.02      |
| Софийска       | 20        | под 0.01  |
| София          | 1672      | 0.14      |
| Стара Загора   | 153       | 0.04      |
| Търговище      | 10        | под 0.01  |
| Хасково        | 338       | 0.12      |
| Шумен          | 357       | 0.17      |
| Ямбол          | 147       | 0.09      |